# Fornells de la Selva
Fornells de la Selva est une commune de la province de Gérone, en Catalogne, en Espagne dans la comarque de Gironès.